# 名鐵一宮站
名鐵一宮站（日语：／ Meitetsu Ichinomiya eki */?）是位於愛知縣一宮市新生一丁目，名古屋鐵道（名鐵）的車站。車站編號為NH50。

## 概要
此站與東海旅客鐵道（JR東海）東海道本線名古屋地區尾張一宮站並排，是一宮市的代表車站，為一體化的大型車站，兩站會合稱為「一宮綜合站」。此外，在地面車站時代，與JR尾張一宮站的閘口是共通的，但隨著1993年2月21日名鐵站高架化後便分離。
此站為名古屋本線和尾西線的交匯車站，在過去曾經設有連接中島郡起町（現時為一宮市）的起線。此外，此站東邊曾經設有一宮線東一宮站，連接岩倉方向。此站附近自古為交通樞紐。
此外，在目的地顯示和廣播中最多時只會單純使用「一宮」，不會冠上公司名稱。

## 歷史
從前，尾西線的前身是尾西鐵道，於1900年（明治33年）開業並此站啟用。尾西鐵道設有計劃建設從新一宮往名古屋和岐阜的路線，岐阜方向為木曾川線（現時為尾西線玉之井方衛，在木曾川橋站至笠松站之間步行連接），名古屋方向為中村線（現時為名古屋本線國府宮方向），在與（舊）名古屋本線合併時，中村線為國府宮支線。
名岐之間的連接路線由（舊）名古屋鐵道承繼和建設。在1928年（昭和3年），國府宮站至清洲線丸ノ内站之間開業，使一宮至名古屋之間全線連接了。在1935年（昭和10年）新一宮至笠松之間的新線（現時為名古屋本線）也開通。
- 1900年（明治33年）1月24日 - 尾西鐵道一之宮站（日语：／）啟用。1900年度中改名為新一宮站（日语：／）[3]。
- 1924年（大正13年）2月15日 - 尾西鐵道新一宮站至國府宮站之間開業。
- 1928年（昭和3年）2月3日 - 名古屋方向的名岐線（日语：名岐線）開通。
- 1930年（昭和5年）
  - 車站向北遷移100米[4]。
  - 12月20日 - 開設蘇東線（後來為起線）。
- 1935年（昭和10年）4月29日 - 名岐線此站至新岐阜站（現時為名鐵岐阜站）之間開通。
- 1948年（昭和23年）5月12日 - 名岐線電壓由600伏特升至1500伏特。
- 1952年（昭和27年）12月14日 - 尾西線由600伏特升至1500伏特。与起线不再连通。
- 1963年（昭和38年）12月 - 尾西線一個月台撤走[5]。
- 1964年（昭和39年）1月 - 為了減輕擁堵情況，本線月台增寬，下行線撤走並移動尾西線的路基[5]。成為2面3線月台。
- 1966年（昭和41年）2月10日 - 貨物服務廢止，不再連接國鐵線[6]。
- 1987年（昭和62年）5月 - 設置自動閘機（日语：自動改札機）[7]。
- 1989年（平成元年）3月26日 - 由於開展高架化工程，臨時車站大樓開始使用[8]。
- 1993年（平成5年）2月21日 - 名古屋本線月台高架化。
- 1994年（平成6年）
  - 車站大樓全面重建，新大堂啟用。
  - 11月27日 - 尾西線津島方向的月台高架化。
- 1995年（平成7年）7月29日 - 尾西線玉之井方向的月台高架化。
- 1996年（平成8年）3月 - 交通立體化工程完成。
- 2000年（平成12年）11月 - 名鐵百貨店開始營業。
- 2005年（平成17年）1月29日 - 車站改名為名鐵一宮站。
- 2011年（平成23年）
  - 2月11日 - 車站可以使用「manaca」IC卡。
  - 3月26日 - 隨著實施時間表修正（日语：ダイヤ改正），來往豐川稻荷站的急行列車几乎全日在此站為終點站，岐阜方向的班次毎小時減少2班。
- 2012年（平成24年）2月29日 - 交通儲值卡「Trans Pass（日语：トランパス (交通プリペイドカード)）」的服務終止，此站也不可使用其儲值卡。

## 車站構造
車站為高架車站，設有可容納10卡編成2面4線的島式月台。在月台上層為停車場，設有通道連接車站。
閘口於主要車站大堂前（第1層為有人閘口）、車站南邊（中間第2層往南閘口）和車站上蓋（名鐵百貨店一宮店第4層，名鐵協商停車場）的自動閘口（無人閘口）共3處。電梯設有第1層至中間第2層之間1台，中間第2層至各月台（第2層）之間各1台，合共3台。升降機設有中間第2層至各月台之間各2台，各月台至第4層之間各1台，南閘口外第1層至中間第2層之間設有1台，合共7台。設有東西閘外通道於高架橋下，連接旁邊的尾張一宮站。
月台方面，1號月台為尾西線，2至4號月台為名古屋本線。尾西線的1號月台中，近名古屋的一方可前往森上、津島方向，近岐阜的一方可前往奧町、玉之井方向。包括月台中間，在車站內設有場內、變換、誘導等各信號機，使列車可同時出發和到達。兩方向同時出發和等待的列車毎小時設有2次。此外，在結構上，名古屋本線名古屋方向的列車可進入1號月台，並可向岐阜出發，但是1號月台實際上只會讓尾西線使用，但名古屋本線下行列車方面，會設有此站進行緩急接續。
名古屋本線2號月台是前往岐阜方向，4號月台是前往名古屋方向，3號月台是在此站折返的列車使用，或上行列車的緩急接續列車使用。
車站於岐阜一方設有1條留置線（引上線），車輛可在該處停泊。
| 月台 | 路線                       | 上下行 | 方向                         | 備註                                                  |
| ---- | -------------------------- | ------ | ---------------------------- | ----------------------------------------------------- |
| 1    | 尾西線（名鐵一宮〜津島）   | 上行   | 森上、津島方向               |                                                       |
| 1    | 尾西線（名鐵一宮〜玉ノ井） | 下行   | 玉之井                       |                                                       |
| 2    | 名古屋本線                 | 下行   | 名鐵岐阜方向                 |                                                       |
| 3    | 名古屋本線                 | 下行   | 名鐵岐阜方向                 | 下行列車為不載客列車使用。 上行主要為從此站出發的列車 |
| 3    | 名古屋本線                 | 上行   | 名鐵名古屋、中部國際機場方向 | 下行列車為不載客列車使用。 上行主要為從此站出發的列車 |
| 4    | 名古屋本線                 | 上行   | 名鐵名古屋、中部國際機場方向 |                                                       |

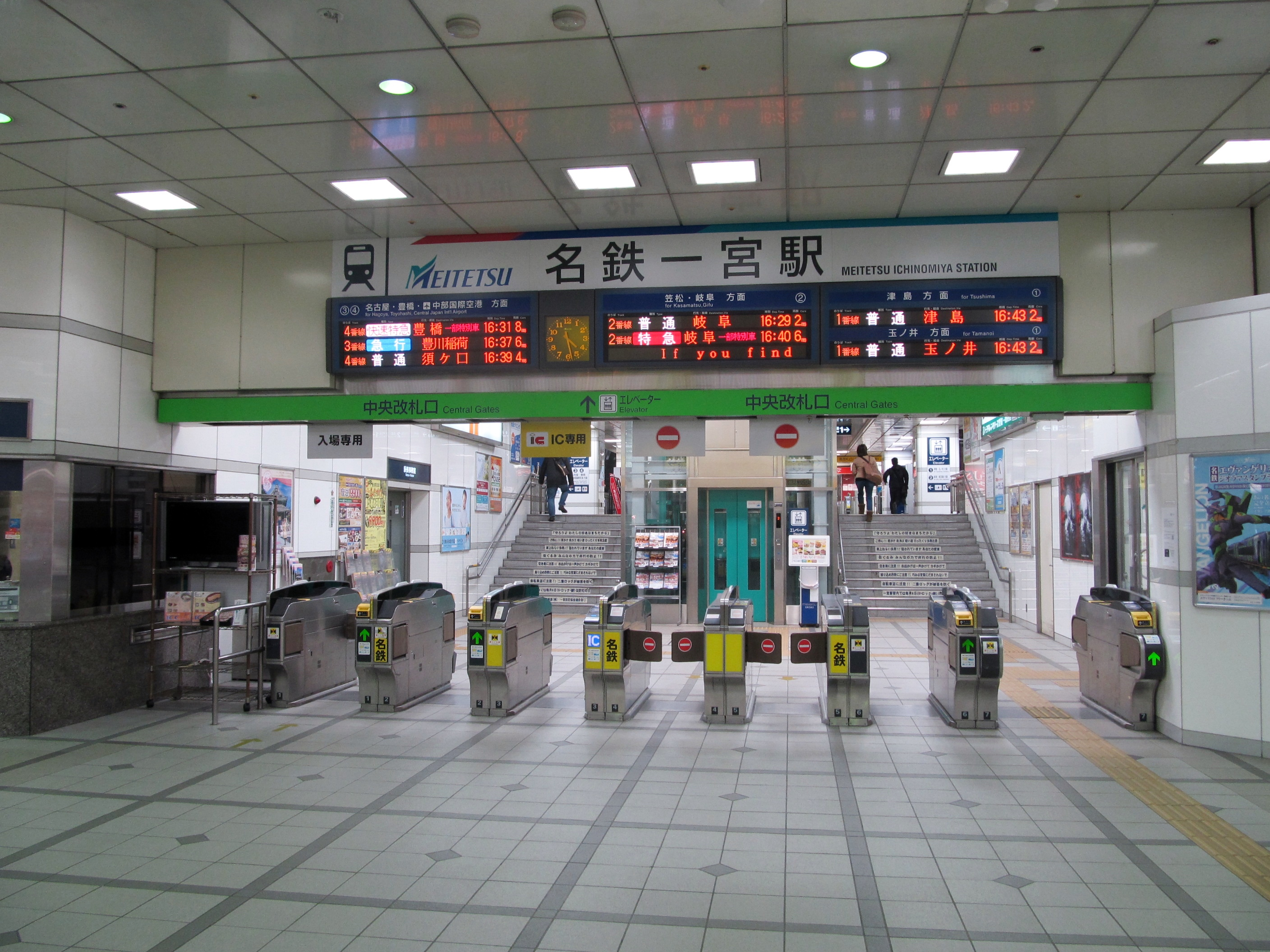
中央閘口
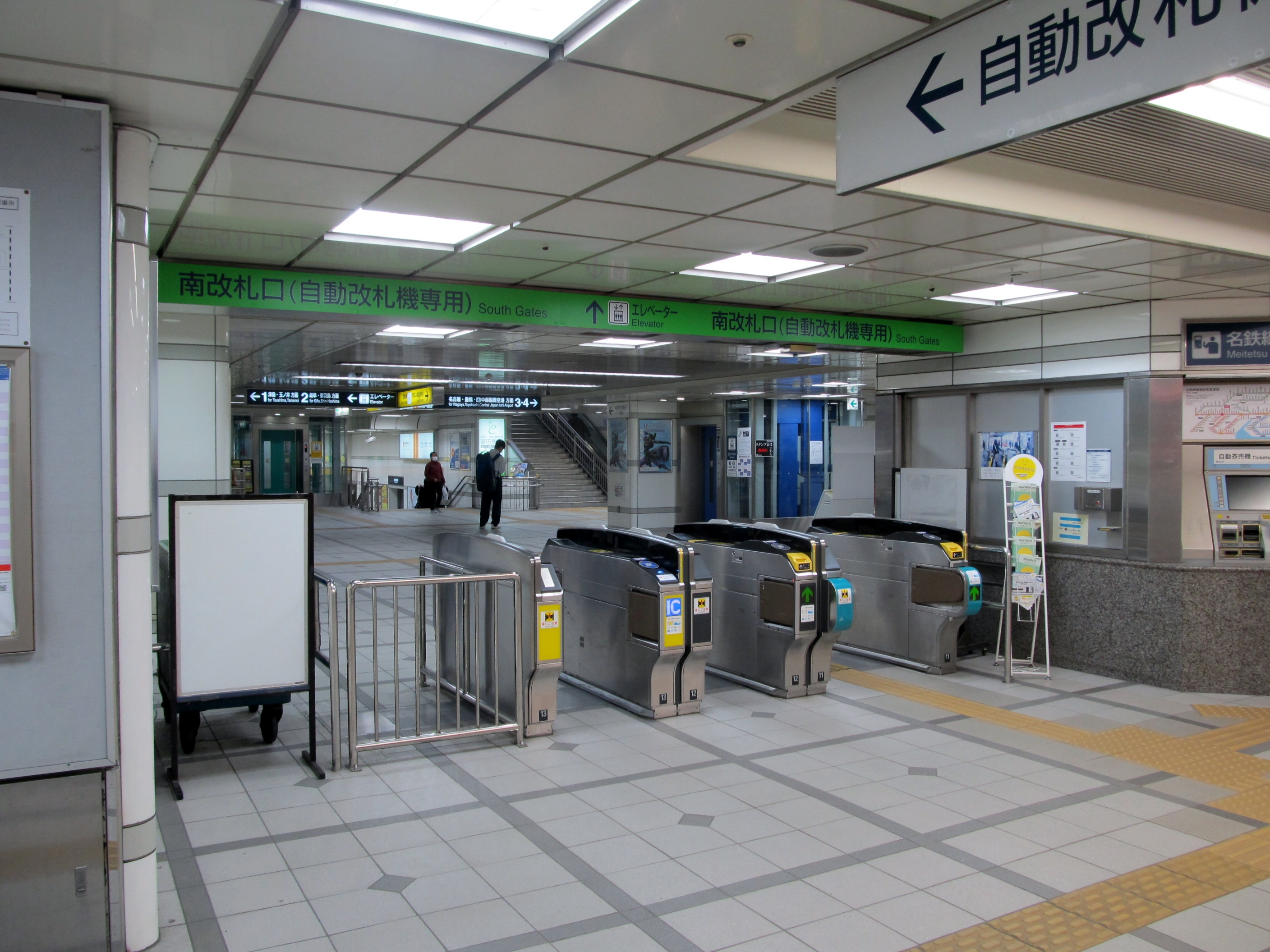
南閘口
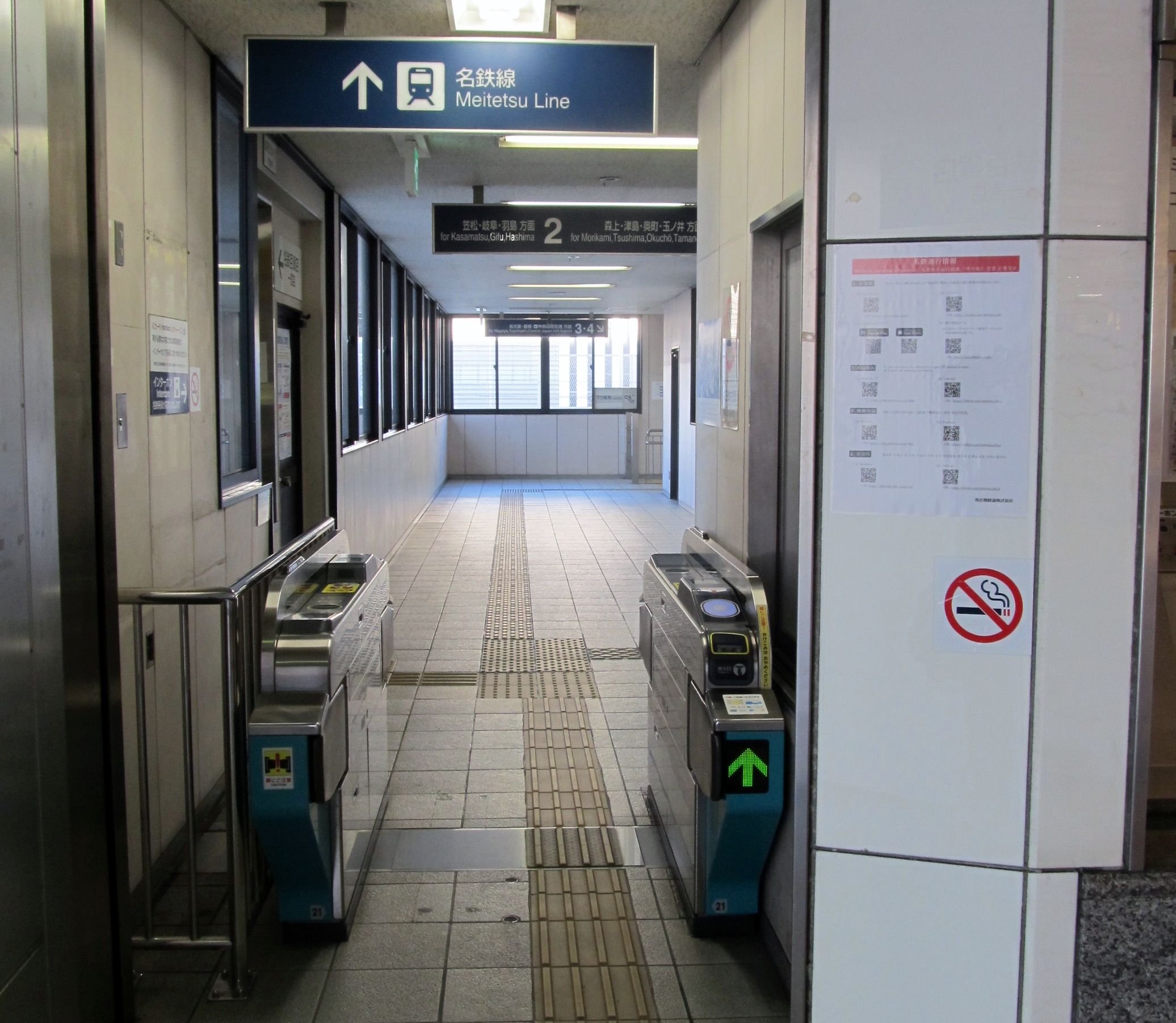
停車場閘口
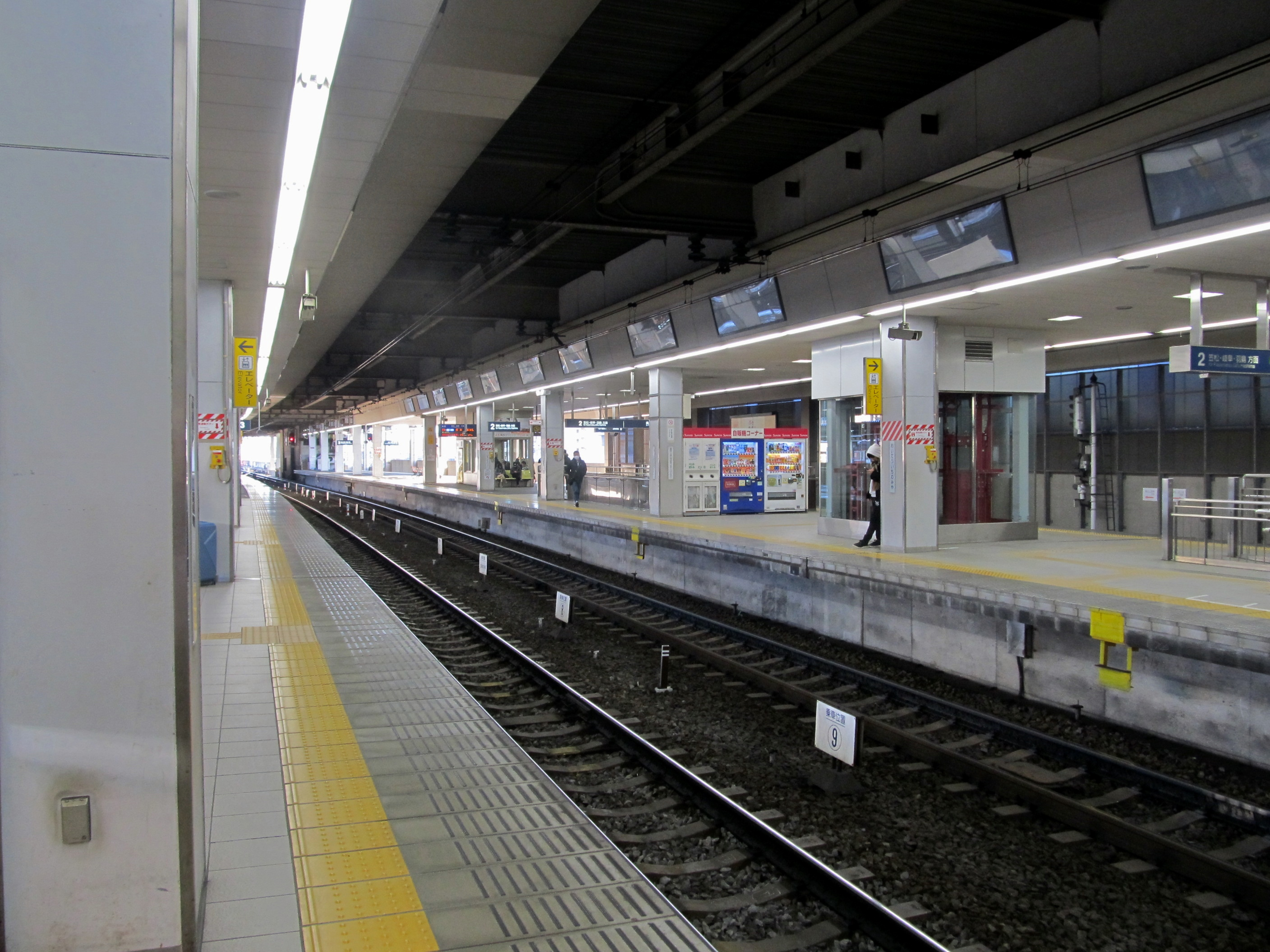
月台
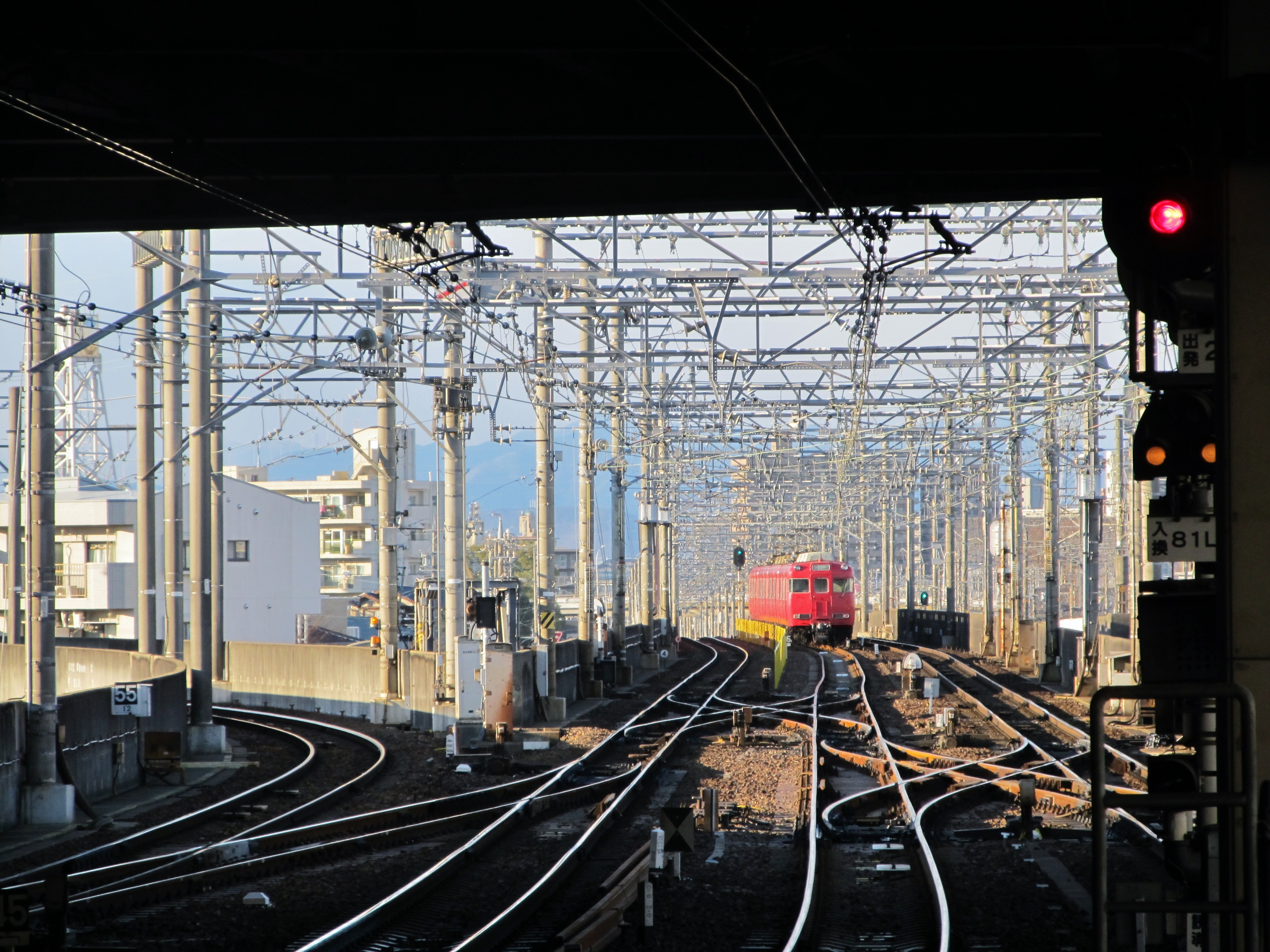
留置線

### 配線圖
|                                 | ↑ 津島方向 ↑玉ノ井方向              |                             |
| ← 名鐵名古屋 方向 ← 名古屋 方向 | 名鐵一宮站、尾張一宮站 構内配線略圖 | → 名鐵岐阜 方向 → 岐阜 方向 |
| 图例 参考文献：                 |                                     |                             |

### 車站內設施
車站與旁邊的JR尾張一宮站大堂融為一體，東西兩邊設有出入口，西邊由名鐵擁有。車站西北部於有名飯一宮站巴士總站，車站西出口設有迴旋路和的士站。
在車站構內設有由名鐵產業管理，營業的名鐵百貨店，為綜合商業設施。在站內營業中的商業設施如下：
閘內
- 美濃味匠（便當、小菜）

北出口閘口（一宮廣場）
- 一宮七夕郵局（郵局）
- 自動櫃員機（尾西信用金庫、岐阜信用金庫、東海Rokin（日语：東海労働金庫）、名古屋銀行、三菱日聯銀行、十六銀行（日语：十六銀行）、紅豆杉信用金庫、大垣共立銀行（日语：大垣共立銀行））
- 名鐵観光巴士（旅行社、巴士路線詢問處）
- 名鐵花卉（生花）
- 名鐵觀光（旅行社）
- Suncos（商店）

※ 在大堂上會不定期設有檔攤販賣。
西出口
- 名鐵百貨店（日语：名鉄百貨店）一宮店（百貨公司）
- 青山洗衣店（洗衣店）

南出口
- 大創百貨（100圓店）
- Gem Watch（鐘錶商店和修理）

### 地面車站時代 （-1995年7月）

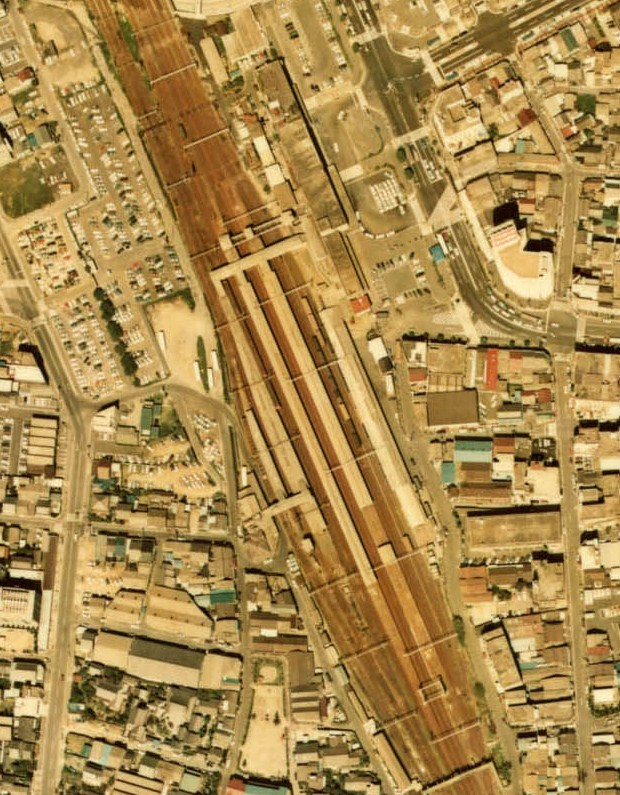
在地面車站時代的新一宮站。西邊2面3線的島式月台是新一宮站站內，東邊的月台是國鐵尾張一宮站。名古屋本線的島式月台比尾西線的月台寬（1975年度、國土航空相片）。

當時車站設有2面4線的島式月台，當中西邊長60米的月台為供尾西線使用，東邊長113米的月台供名古屋本線使用。隨後為了減輕名古屋本線的擁堵情況，西邊的月台擴寬，東邊1條尾西線月台改為名古屋本線下行線，使尾西線剩下1面1線，名古屋本線設有1面2線，共設有2面3線的月台。此外，在設有起線的時代（1952年（昭和27年）12月）前，於尾西線月台西邊設有降矮的月台。
在地面時代中，與尾張一宮站為共構與共站，東出口由國鐵（→JR東海），西出口由名鐵管轄。中間設有閘口，兩站中，尾張一宮站上下線月台和新一宮站名古屋本線月台之間設有跨線橋連接，尾張一宮站下行線月台和新一宮站兩月台之間設有地下通道連接。名鐵兩月台之間沒有跨線橋連接，在戰後由於為了減輕地下通道擁堵而增設跨線橋。
在岐阜方向，設有3條貨車列車用的側線，在1966年貨物服務廢止前設有國鐵貨物接駁行走。此外，名古屋本線在1948年（昭和23年）升壓至1500伏特，尾西線於1952年（昭和27年）升壓至1500伏特，之這兩日期期間，車站內設有兩種電壓，因此貨車更換作業使用了10形12號或700形709號的蒸氣機車。
為了連續立體化工程開設臨時車站，把原本的車站改建成設有2面4線月台的車站。尾西線月台增至2個，名古屋方向設有留置線。隨著工程有階段性進展，於1993年（平成5年）2月，名古屋本線月台高架化。使不再與尾張一宮站共同使用，閘口分離。當時尾西線繼續使用臨時車站，津島方向使用1和2號月，玉之井方向使用1號月台。
在1994年（平成6年）11月，尾西線津島方向高架化，玉之井方向的月台與各路線分離，成為獨立月台的狀態。當時玉之井方向的尾西線正在進行檢討是否應把該區間廢止。但是在1995年（平成7年）7月，該區間依然存在並高架化，再次連接各路線。該區間使用5500系5511編成和5519編成，各2卡編成共設有4輛車輛運行。
| | ↑ 津島方向 ↑玉之井方向                          |               |
| ← 新名古屋 方向 | 新一宮站 站內配線略圖（1957年，地面2面4線時代） | → 新岐阜 方向 |
| | ↓ 國鐵 尾張一宮站                               |               |
| 图例 参考文献： 月台編號在不同時期有所分別。1952年（昭和27年），當時尾西線是3、4號月台，名古屋本線是 5、6號月台。1954年（昭和29年），尾西線是2、3號月台，名古屋本線是4，5號月台。 |                                                 |               |

|                               | ↑ 津島方向 ↑玉之井方向                                            |                           |
| ← 新名古屋 方向 ← 名古屋 方向 | 新一宮站、尾張一宮站 站内配線略圖（1980年代中期，地面2面3線時代） | → 新岐阜 方向 → 岐阜 方向 |
| 图例 参考文献：               |                                                                   |                           |

|                               | ↑ 津島方向 ↑玉之井方向                                          |                           |
| ← 新名古屋 方向 ← 名古屋 方向 | 新一宮站、尾張一宮站 構内配線略圖（1992年，臨時車站2面4線時代） | → 新岐阜 方向 → 岐阜 方向 |
| 图例 参考文献：               |                                                                 |                           |

## 使用狀況
- 在中提及在2013年度，當時1日平均上下車人次為34,972人，為名鐵所有車站（275站）排名第6，名古屋本線（60站）中排名第5，尾西線（22站）中排名第1[31]。
- 在中提及在2009年度，當時1日的平均上下人次為32,749人（名古屋鐵道調查）。在所有名鐵車站中排名第7，名古屋本線中排名第6，尾西線中排名第1。
- 在中提及在1992年度，當時1日平均上下車人次為44,077人，為除岐阜市內線均一車費區間內各站（岐阜市內線、田神線、美濃町線徹明町站至琴塚站之間）外名鐵所有車站（342站）中排名第7，名古屋本線（61站）排名第6，尾西線（23站）排名第1[32]。
- 在中提及在1981年度，當時1日平均上下車人次為57,494人，為名鐵所有車站中排名第4[33]。
- 在中提及在1960年度，當時1日平均上下車人次為37,682人，在1963年度升至51,321人[34]。

## 車站周邊
車站位於一宮市市區，本町商店街是在西邊約350米。
在名鐵線、JR線在地面車站時代，車站周邊的平交道為不開放的平交道。在高架化後便有所舒緩。此外，車站附近設有單方向立體化的道路，在車站北面的八幡通設有地下隧道，在國道155號加設天橋後便撤走，成為平坦的道路。另外，此站南出口方面，在鐵路高架化後新設道路。

### 周邊重要設施與道路
- 真清田神社 : 尾張國一宮。為市名的由來。
- 一宮市政廢（一宮廳舍：本廳舍）
- 國道155號（日语：国道155号）
- 愛知縣道459號名鐵一宮停車場線（日语：愛知県道459号名鉄一宮停車場線） : 可連接一宮西交流道方向。
- 八幡通

## 相鄰車站
名古屋鐵道
 名古屋本線
□μ-SKY
國府宮（NH47）－名鐵一宮（NH50）－名鐵岐阜（NH60）
□快速特急
國府宮（NH47）－名鐵一宮（NH50）－新木曾川（NH53）
■特急（早上部分名古屋方面特急通過笠松站和新木曾川站）
國府宮（NH47）－名鐵一宮（NH50）－新木曾川*（NH53）－笠松*（NH56）－名鐵岐阜（NH60）
□快速急行、■急行、■準急
國府宮（NH47）－名鐵一宮（NH50）－新木曾川（NH53）
■普通
妙興寺（NH49）－名鐵一宮（NH50）－今伊勢（NH51）
  尾西線（名鐵一宮〜津島）
■普通
觀音寺（BS12）－名鐵一宮（NH50）
  尾西線（名鐵一宮〜玉ノ井）
■普通
名鐵一宮（NH50）－西一宮（BS21）
起線（廢除）
新一宮－八幡町

## 注腳
1. ↑  第6次一宮市総合計画 平成22年度〜24年度 実施計画PDF p.41 - 一宮市（2010年2月，2014年3月12日參閲）
2. 1 2 3 4 5 6 7  澤田幸雄 「名鉄の駅，構内設備の思い出」（『鐵道畫刊 No.816　2009年3月号臨時特刊』電氣車研究會，2009年）p.147
3. ↑  遞信省鐵道局『鐵道局年報』（以下連結為國立國會圖書館數位收藏資料）
  - 明治32年度版 明治三十二年度鉄道線路開業哩程細別表與既設鉄道株式会社現況中使用「一之宮」這名字。
  - 明治33年度版 既設鉄道株式会社現況中使用「新一之宮」、私設鉄道停車場別乗客貨物及賃金表（運賃収入表）中使用「新一宮」。
4. ↑  名古屋鐵道株式會社（編）. . 名古屋鐵道廣報宣傳部. 1986: 11.
5. 1 2 3 4  澤田幸雄 「名鉄の駅，構内設備の思い出」（『鐵路畫刊 No.816　2009年3月號臨時特刊』電氣車研究會，2009年）pp.147-148
6. ↑  名古屋鐵道廣報宣傳部（編）. . 名古屋鐵道. 1994: 1018.
7. ↑  名古屋鐵道廣報宣傳部（編）. . 名古屋鐵道. 1994: 570.
8. ↑  名古屋鐵道廣報宣傳部（編）. . 名古屋鐵道. 1994: 1068.
9. 1 2  澤田幸雄 「名鉄の駅，構内設備の思い出」（『鐵道畫刊 No.816　2009年3月號臨時特刊』電氣車研究會，2009年）p.148
10. 1 2 3  宮脇俊三、原田勝正 『東京・横浜・千葉・名古屋の私鉄 (JR・私鉄全線各駅停車)』，p.194，小學館，1993年，ISBN 978-4093954112
11. 1 2  名鉄一宮駅 - 電車のご利用案内 （页面存档备份，存于），2019年3月23日參閲
12. ↑  川島令三，『東海道ライン 全線・全駅・全配線 第5巻 名古屋駅 - 米原エリア』，p.40，講談社，2009年7月，ISBN 978-4062700153
13. 1 2 3  川島令三，『東海道ライン 全線・全駅・全配線 第5巻 名古屋駅 - 米原エリア』，p.55，講談社，2009年7月，ISBN 978-4062700153
14. 1 2 3 4  駅時刻表：名古屋鉄道・名鉄バス （页面存档备份，存于），2019年3月23日參閲
15. ↑  川島令三，『東海道ライン 全線・全駅・全配線 第5巻 名古屋駅 - 米原エリア』，p.11，講談社，2009年7月，ISBN 978-4062700153
16. ↑  電氣車研究會，『鐵道畫刊』通卷第816號 2009年3月 臨時特刊號 「特集 - 名古屋鉄道」，卷尾加插「名古屋鉄道 配線略図」
17. ↑  電氣車研究會（編）「懐かしの名鉄軌道線」（『鐵道畫刊 No.816　2009年3月号臨時特刊』電氣車研究會，2009年）p.98
18. ↑  德田耕一 『まるごと名古屋の電車 昭和ロマン』，河出書房新社，2008年 ISBN 978-4309224930
19. ↑  清水武、神田年浩（解説）『尾西線の100年 保存版』，p.88，鄉土出版社，1999年 ISBN 978-4876701186
20. ↑  電氣車研究會（編）「回想 駅を巡る風景」（『鐵道畫刊 No.816　2009年3月号臨時特刊』電氣車研究會，2009年）p.181
21. 1 2  宮脇俊三、原田勝正 『東海道570駅 (JR・私鉄全線各駅停車)』，p.78，小學館，1992年10月，ISBN 978-4093954051
22. ↑  清水武、神田年浩（解説）『尾西線の100年 保存版』，p.93，鄉土出版社，1999年 ISBN 978-4876701186
23. 1 2  德田耕一 『名鉄 昭和のスーパーロマンスカー』，p.55，JTB出版，2015年 ISBN 978-4533106392
24. ↑  清水武、神田年浩（解説）『尾西線の100年 保存版』，p.114，鄉土出版社，1999年 ISBN 978-4876701186
25. ↑  清水武、神田年浩（解説）『尾西線の100年 保存版』，p.171，鄉土出版社，1999年 ISBN 978-4876701186
26. ↑  德田耕一 『名古屋近郊電車のある風景今昔』，p.53，JTB，2003年 ISBN 978-4533045981
27. ↑  德田耕一 『名古屋近郊電車のある風景今昔』，p.52，JTB，2003年 ISBN 978-4533045981
28. ↑  清水武、神田年浩（解説）『尾西線の100年 保存版』，p.85，鄉土出版社，1999年 ISBN 978-4876701186
29. ↑  宮脇俊三、原田勝正 『東海道360駅 (国鉄全線各駅停車)』，p.89，小學館，1983年4月，ISBN 978-4093951050
30. ↑  電氣車研究會『鐵道畫刊』通卷第473號 1986年12月 臨時特刊號 「特集 - 名古屋鉄道」，附圖「名古屋鐵道路線略圖」
31. ↑  名鐵120年史編纂委員會事務局（編）. . 名古屋鐵道. 2014: 160–162.
32. ↑  名古屋鐵道廣報宣傳部（編）. . 名古屋鐵道. 1994: 651–653.
33. ↑  名古屋鐵道（編集）. . 名古屋鐵道. 1983: 36.
34. ↑  名古屋鉄道PR中心（編集）. . 名古屋鐵道. 1964: 5.

## 外部連結
- 名鐵一宮 - 名古屋鐵道
- 名鐵百貨店一宮店（页面存档备份，存于） - 名鐵百貨店（日語）